# Sovietica
Sovietica ist eine monografische Reihe zur Kommunismus-Forschung (vgl. Sowjetologie) und sowjetischen Philosophie, die vom Osteuropa-Institut an der Universität Freiburg / Fribourg in der Schweiz unter dem Dominikanerpater Joseph Maria Bocheński herausgegeben wurde und dem Center for East Europe, Russia and Asia am Boston College (USA) und dem Seminar für Politische Theorie und Philosophie der Universität München. Die Reihe erschien seit 1959 in Dordrecht [u. a.] bei Kluwer - Dordrecht ; Boston, Mass. ; Lancaster ; Tokyo : Reidel [1959-1988]. Abweichende Titel waren: Veröffentlichungen des Ost-Europa-Instituts, Universität Freiburg, Schweiz; Publications of the Institute of East European Studies, University of Fribourg, Switzerland; Abhandlungen des Ost-Europa-Instituts, Universität Freiburg, Schweiz; Monographs of the Institute of East-European Studies, University of Fribourg, Switzerland.
Die folgende Übersicht erhebt keinen Anspruch auf Aktualität oder Vollständigkeit:

## Bände (Auswahl)
- Bibliographie der Sowjetischen Philosophie. Bücher 1947–1956; Bücher und Aufsätze 1957–1958; Namenverzeichnis 1946–1958. Editors: J.M. Bochenski, J.E. Blakeley. 1959
- Bibliographie der Sowjetischen Philosophie. Bibliography of Soviet Philosophy V. Editors: J.M. Bochenski, J.E. Blakeley. 1964
- Bibliographie der Sowjetischen Philosophie. Die ‘Voprosy Filosofii’ 1947–1956. Editors: J.M. Bochenski, J.E. Blakeley. 1959
- Bibliographie der Sowjetischen Philosophie: Bibliography of Soviet Philosophy VI. Editors: J.M. Bochenski, J.E. Blakeley. 1968
- Bibliographie der Sowjetischen Philosophie / Bibliography of Soviet Philosophy: Bücher und Aufsätze 1964-1966. Editors: J.M. Bochenski, J.E. Blakeley. 1968
- Das Widerspruchsprinzip in der Neueren Sowjetischen Philosophie. Nikolaus Lobkowicz. 1959
- Die Dogmatischen Grundlagen der Sowjetischen Philosophie [Stand 1958]. J.M. Bochenski. 1959
- Die Sowjetische Erkenntnismetaphysik und Ihr Verhältnis zu Hegel. K.G. Ballestrem. 1968
- Einstein und die Sowjetphilosophie: Krisis Einer Lehre. Zweiter Band. Die allgemeine Relativitätstheorie. S. Müller-Markus. 1966
- Einstein und die Sowjetphilosophie: Krisis einer Lehre. S. Müller-Markus. 1960
- Gesetz und Determination in der Sowjetphilosophie: Zur Gesetzeskonzeption des dialektischen Materialismus unter besonderer Berücksichtigung der Diskussion über dynamische und statistische Gesetzmäßigkeit in der zeitgenössischen Sowjetphilosophie. F. Rapp. 1968
- Kleines Textbuch der Kommunistischen Ideologie: Auszüge aus dem Lehrbuch “Osnovy marksizma-leninizma” mit Register. H. Fleischer. 1963
- Marxismus-Leninismus in der ČSR: Die Tschechoslowakische Philosophie seit 1945. Nikolaus Lobkowicz. 1961
- Bibliographie der Sowjetischen Philosophie / Bibliography of Soviet Philosophy. Vol. IV: Ergänzungen / Supplement 1947–1960. Editors: J.M. Bochenski, J.E. Blakeley. 1963
- Soviet Historiography of Philosophy: Istoriko-Filosofskaja Nauka. Evert van der Zweerde. 1997
- Soviet Theory of Knowledge. J.E. Blakeley. 1964
- Between Ideology and Utopia: The Politics and Philosophy of August Cieszkowski. A. Liebich. 1979
- Beyond Marx and Mach: Aleksandr Bogdanov’s Philosophy of Living Experience. K.M. Jensen. 1978
- Contemporary Marxism: Essays in Honor of J. M. Bocheński. Editors: J.J. O’Rourke. J.E. Blakeley, F. Rapp. 1984
- Context Over Foundation: Dewey and Marx. Editor: W.J. Gavin. 1988
- Dominion and Wealth: A Critical Analysis of Karl Marx’ Theory of Commercial Law. D.C. Kline. 1987
- Einführung in den Jugoslawischen Marxismus-Leninismus: Organisation / Bibliographie. L. Vrtacic. 1963
- Genesis and Development of Plekhanov’s Theory of Knowledge: A Marxist Between Anthropological Materialism and Physiology. D. Steila. 1991
- Hegel’s Dialectic: Translated from the German by Peter Kirschemann. A. Sarlemijn. 1975
- Information and Reflection: On some Problems of Cybernetics and how Contemporary Dialectical Materialism Copes with Them. P.K. Kirschenmann. 1970
- Lukács Today: Essays in Marxist Philosophy. Editors:I. Rockmore. 1988
- Mao Tse-Tung’s Theory of Dialectic. F.Y.K. Soo. 1981
- Marx’ Critique of Science and Positivism: The Methodological Foundations of Political Economy. G. McCarthy. 1988
- Marx’ Method, Epistemology, and Humanism: A Study in the Development of His Thought. P.J. Kain 1986
- Marxism and Alternatives: Towards the Conceptual Interaction Among Soviet Philosophy, Neo-Thomism, Pragmatism, and Phenomenology. Authors: I Rockmore, W.J. Gavin, J.G. Colbert Jr., J.E. Blakeley. 1981
- Marxism and Religion in Eastern Europe: Papers Presented at the Banff International Slavic Conference, September 4–7,1974. Editors: R.T. De George, Robert H. Scanlan. 1976
- Marxist Ethical Theory in the Soviet Union. P.T. Grier. 1978
- Philosophical Sovietology: The Pursuit of a Science. Authors: Helmut Dahm, J.E. Blakeley, George L. Kline. 1988
- Philosophical Works of Peter Chaadaev. Editors: R.T. Mcnally, R. Tempest. 1991
- Philosophy and Ideology: The Development of Philosophy and Marxism-Leninism in Poland since the Second World War. Z.A. Jordan. 1963
- Philosophy in the Soviet Union: A Survey of the Mid-Sixties. E. Laszlo. 1967
- Russia and America: A Philosophical Comparison: Development and Change of Outlook from the 19th to the 20th Century. W.J. Gavin, J.E. Blakeley. 1976
- Russian Philosophical Terminology / Русская Философская Терминология / Russische Philosophische Terminologie / Terminologie Russe de Philosophie. K.G. Ballestrem. 1964
- S. L. Rubinštejn and the Philosophical Foundations of Soviet Psychology. T.R.S.L. Payne. 1968
- Short Handbook of Communist Ideology: Synopsis of the ‘Osnovy marksizma-leninizma’ with complete index. H. Fleischer. 1965
- Soviet Philosophy: A General Introduction to Contemporary Soviet Thought. J.E. Blakeley. 1964
- Soviet Scholasticism. J.E. Blakeley. 1961
- Studies in Soviet Thought. J.M. Bochenski, J.E. Blakeley. 1961
- The Categories of Dialectical Materialism: Contemporary Soviet Ontology. Guy Planty-Bonjour. 1967
- The Communist Ideology in Hungary: Handbook for Basic Research. E. Laszlo. 1966
- The Dogmatic Principles of Soviet Philosophy [as of 1958]: Synopsis of the ‘Osnovy Marksistskoj Filosofii’ with complete index. J.M. Bochenski 1963
- The Intoxication of Power: An Analysis of Civil Religion in Relation to Ideology. M. Henry. 1979
- The Philosophical Foundations of Soviet Aesthetics: Theories and Controversies in the Post-War Years. Edward M. Swiderski. 1979
- The Problem of Freedom in Marxist Thought: An Analysis of the Treatment of Human Freedom by Marx, Engels, Lenin and Contemporary Soviet Philosophy. J.J. O’Rourke. 1974
- The Russian Mind Since Stalin’s Death. Yuri Glazov. 1985
- The Soviet Critique of Neopositivism: The History and Structure of the Critique of Logical Positivism and Related Doctrines by Soviet Philosophers in the Years 1947–1967. W.F. Boeselager. 1975
- Themes in Soviet Marxist Philosophy. Selected Articles from the ‘Filosofskaja Enciklopedija’. Editors: J.E. Blakeley. 1975
- To Be or Not to Be in the Party: Communist Party Membership in the USSR. Yuri Glazov. 1988
- Two Soviet Studies on Frege. Translated from the Russian and edited by Ignacio Angelelli. B.V. Birjukov. 1964
- Vladimir Solovyev and Max Scheler: Attempt at a Comparative Interpretation: A Contribution to the History of Phenomenology. Helmut Dahm. 1975
- Les Catégories du Matérialisme Dialectique: L'Ontologie Soviétique Contemporaine. Guy Planty-Bonjour. 1965
- Bibliographie der Sowjetischen Philosophie I-VII (Bibliography of Soviet Philosophy I-VII). Vol. III: Bücher und Aufsätze 1959-1960. Editors: J.M. Bochenski, J.E. Blakeley, 1962